# 格洛克19手槍
格洛克19（GLOCK 19）是由奥地利格洛克公司設計及生產的半自動手槍，是格洛克17的緊湊型版本，發射9×19公釐帕拉貝倫彈，標準彈匣為15發。

## 歷史
格洛克19於1988年設計，於1990年為瑞典軍隊的制式手槍，被命名為Pistol 88B（Pistol 88是格洛克17的軍隊編号）。

## 設計
相對於格洛克17，格洛克19的握把短12毫米（0.5寸），更方便於隱蔽，以上兩種型号大部份零件均通用（包括彈匣）；因此格洛克19在民間市場很受歡迎，亦被執法部門廣泛采用。
格洛克19經歷了四次修改版本，最新的版本稱為第五代格洛克19（5th generation GLOCK 19）。1999年开始，新推出的格洛克19在套筒下前方設有導軌，以安裝各種戰術配件，另外亦在握把上有手指凹槽。和所有格洛克手槍一樣，格洛克19有三個安全裝置。格洛克手槍據說可於水下發射，但格洛克公司指出如在水中發射可能引至射手受傷。
世界上有兩個執法部門裝備了改裝過的格洛克19，分別為美國紐約市警察局及以色列國家安全局。紐約市警察局版本裝有12磅扣力的扳機，而Shabak采用的19C則裝有延長套筒鎖、延長彈匣釋放鈕，Meprolight夜光瞄具及3.5磅扣力的扳機。

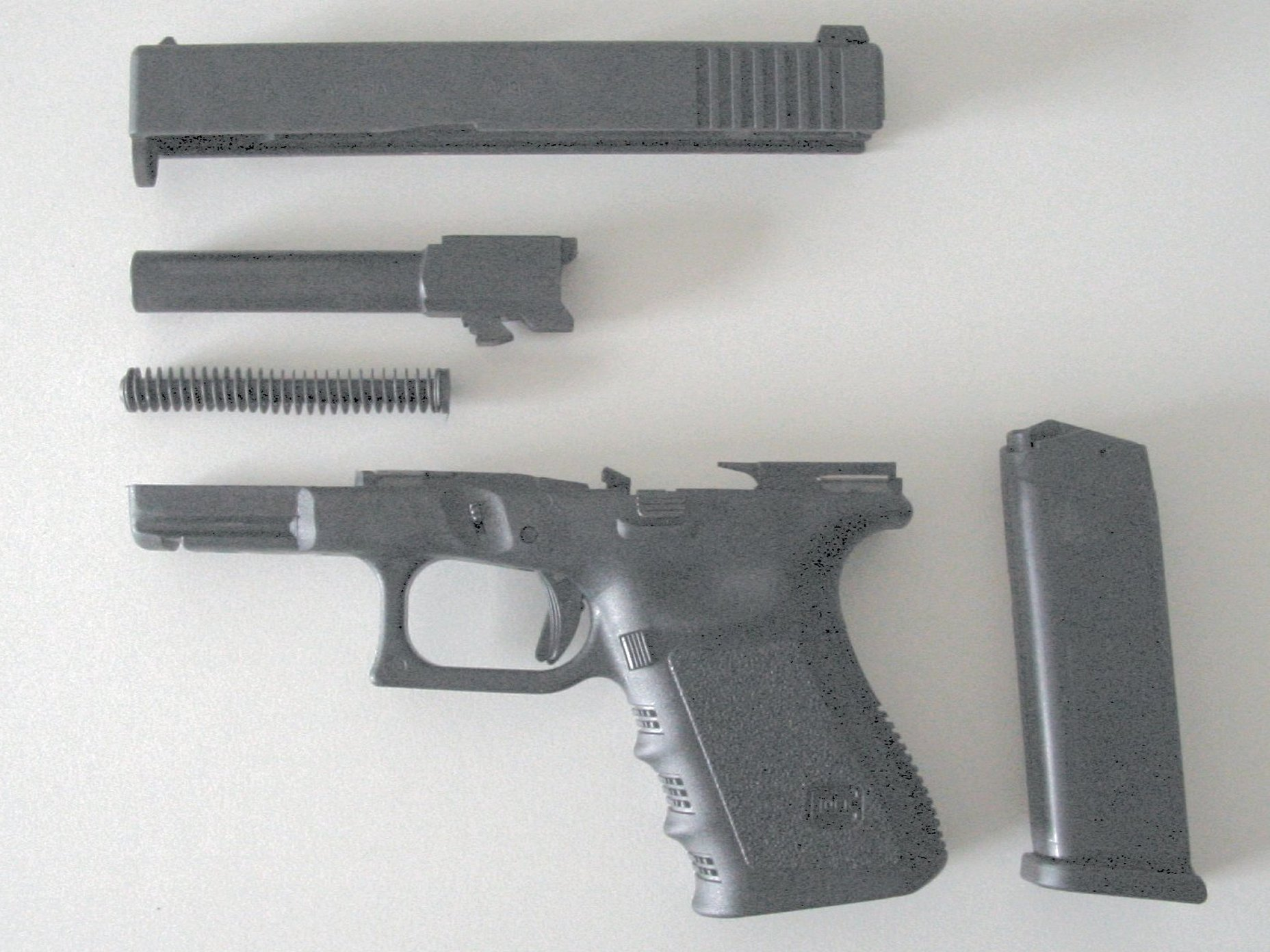
第三代格洛克19，設有套筒導軌。

## 衍生型

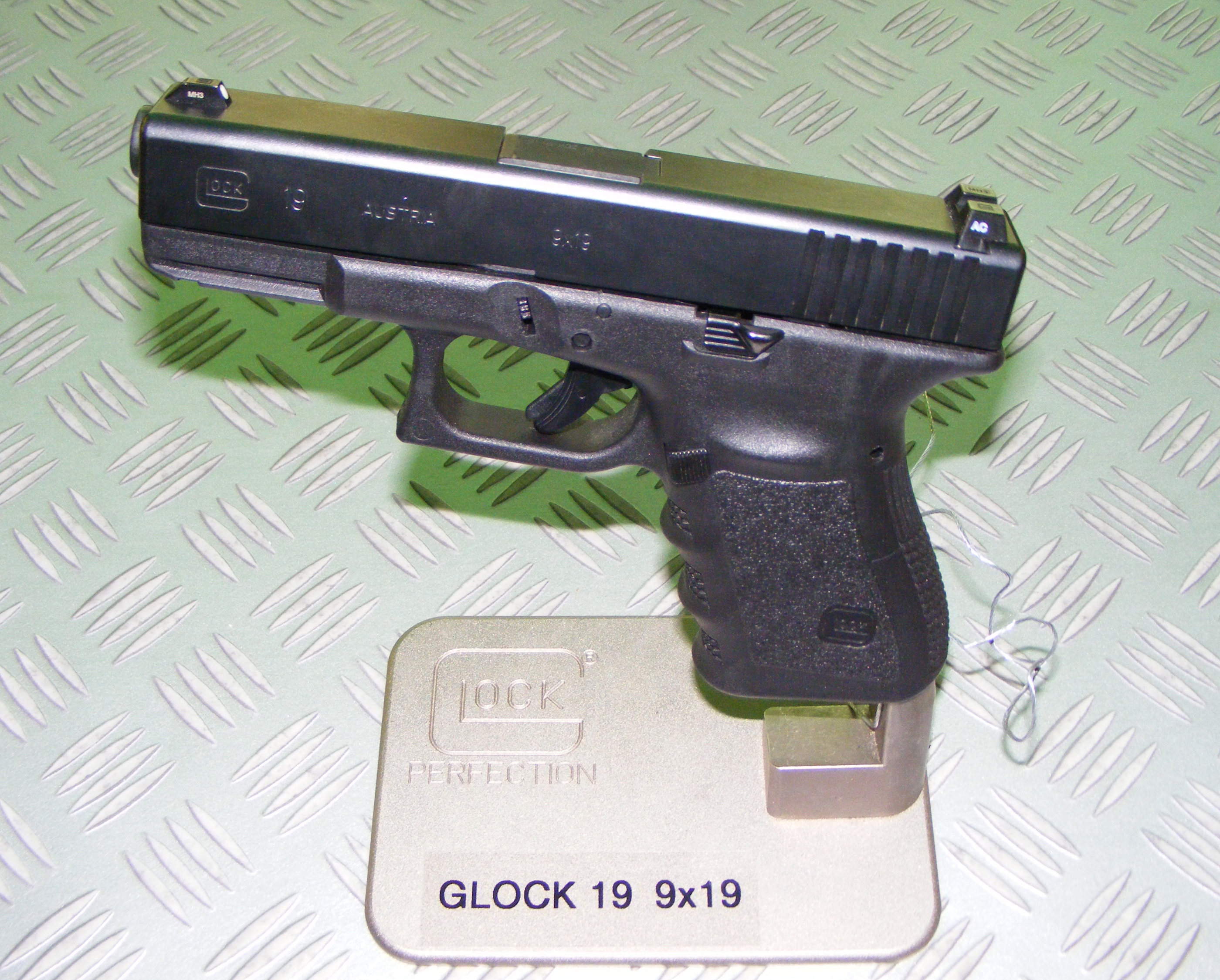
2008年MSPO中展示的格洛克19

### 格洛克19 FS
格洛克19 FS（GLOCK 19 FS）為加上滑套前部鋸齒紋的格洛克19。於2019年中在美國市場推出，用以取代格洛克19，現已除去「FS」並更名為格洛克19，在全球市場取代原有的第五代格洛克19。

### 格洛克19C
格洛克19C和格洛克19的主要分別是19C裝有槍口補償裝置（Compensated），在槍管前方頂部開兩個橢圓形的孔以利用射擊時排出氣體抑制槍口方向。

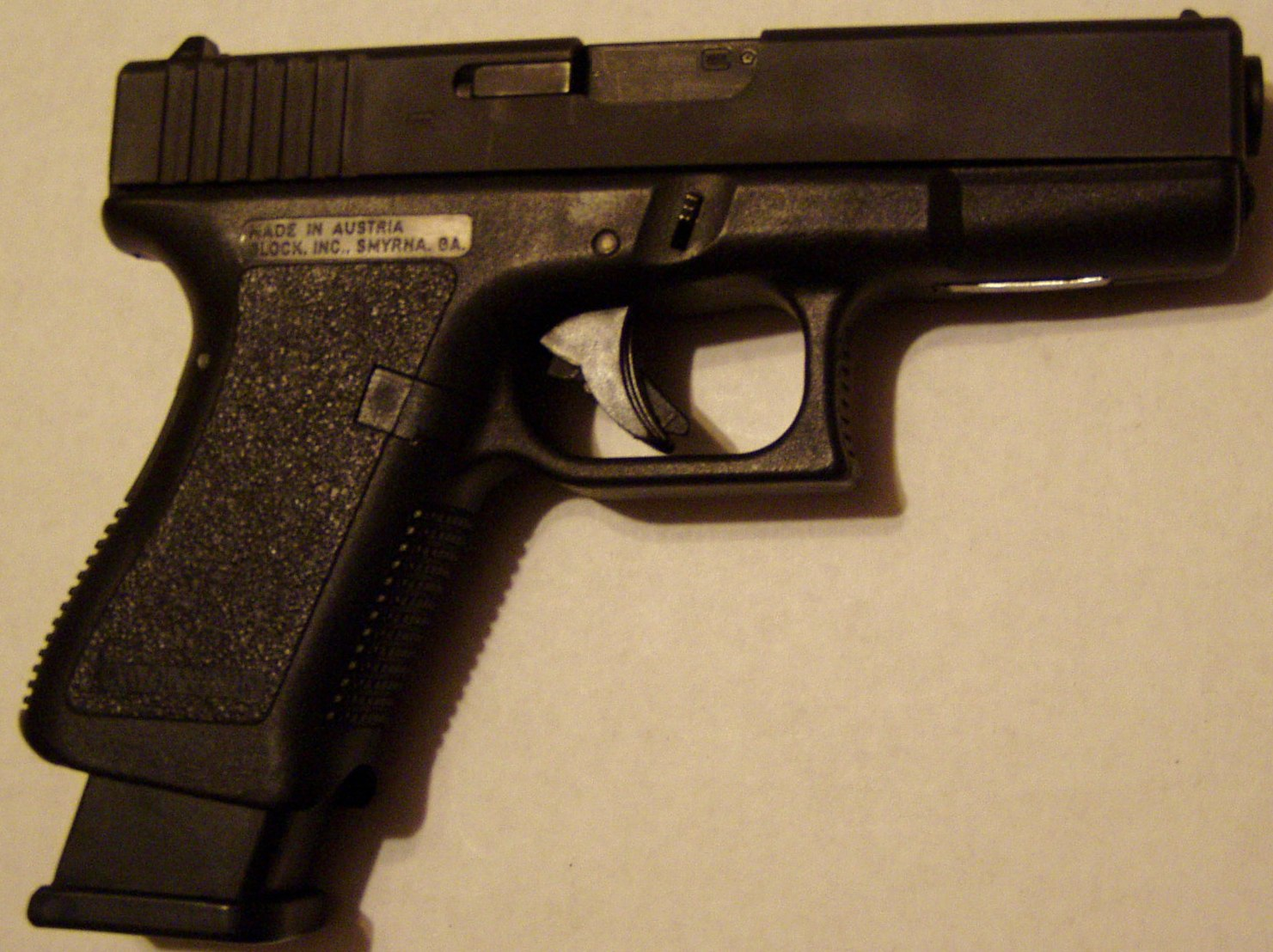
格洛克19裝上格洛克17的17發彈匣。

### 格洛克19 MOS
格洛克19 MOS（GLOCK 19 MOS）和格洛克19的主要分別是19 MOS是裝有模塊化光學瞄準鏡系統（英語：Modular Optic System）的改進型，在套筒後方頂部加工出一個平面，並於其上增加了紅點鏡安裝接口，用於安裝體積較小的小型紅點鏡（例如RMR、DeltaPoint），方便快速瞄準目標。格洛克19 MOS在2016年開始生產。最新型為2018年開始生產，並加上滑套前部鋸齒紋的第五代格洛克19 MOS FS。

### 格洛克19 Mod 1/DHS
為取消底把半月形開口的第五代格洛克19 MOS FS，應國土安全部要求而生產，配有AmeriGlo夜間用照門及準星，與格洛克47有著100%的零件通用率。

### 格洛克19P
格洛克19P（GLOCK 19P）為格洛克19的訓練型。外觀為全紅色，擁有一根惰性槍管，用作握持、上退彈、扣壓扳機、拆解等訓練，於歐洲市場推出。

### 格洛克19T
格洛克19T為格洛克19的訓練型，分別有使用UTM 9毫米訓練用彈藥和使用FX/FOF 9毫米訓練用彈藥的版本，格洛克19T的底把為藍色，而FX/FOF版本的滑套會加上兩塊藍色聚合物組件以和UTM版本作出區別。兩者推出時為第三代設計版本，其中僅有FX/FOF版本推出了第四代及第五代版本。

### 格洛克25
格洛克25（GLOCK 25）是格洛克19的.380 ACP口徑版本。

### 格洛克38
格洛克38（GLOCK 38）是格洛克19的.45 GAP口徑版本。

### 格洛克19X
格洛克19X（GLOCK 19X）是格洛克以參加美國陸軍模組化手槍選拔的格洛克19 MHS修改而成，擁有標準型底把和緊湊型的滑套和槍管。格洛克稱其為混合型（Crossover）。擁有沙色外觀，零件也為第五代式樣，但第五代彈匣並不能與其相容。

### 格洛克44
格洛克44（GLOCK 44）是格洛克應民間市場意見推出，使用.22 LR的格洛克19。

### 格洛克45
格洛克45（GLOCK 45）是格洛克應執法機關要求，以格洛克19X修改而成，為第二款混合型手槍。擁有黑色外觀，零件也為第五代式樣，並能與第五代彈匣相容。

### 格洛克47
格洛克47（GLOCK 47）是格洛克應國土安全部要求，以格洛克19修改而成，為第三款混合型手槍。零件為第五代式樣，並與格洛克19 Mod 1有著100%的零件通用率。

### 仿製品
- 中華民國：T97
  - 由中華民國聯勤205兵工廠製造
- 中华人民共和国：CS/LP11B
- 緬甸：MA-5 MK II[9]
- 美国：ZEV Tech OZ9C
- 美国：Atomic 6
  - 基於第四代格洛克19，由Culper Precision生產，採用碳纖維滑套。因滑套重量極輕––僅得7盎司重，而改用SpringCo復進簧，內部採用ZEV部件，整槍版則會配上Nomad Defense底把[10]。
- 美国：DAGR 9
  - 由Palmetto State Armory生產，仿製第三代格洛克19手槍，大部分部件與格洛克19有一定通用性，定價為格洛克19的一半以作競爭[11]。
- 美国：M3D
  - 由Full Conceal生產，以扳機護弓為支點的摺疊手槍，基於第四代格洛克19。使用PMAG 21 GL9時可摺疊成手機尺寸的矩形並攜有22發子彈[12]。另可裝上改裝自CAA MCK的M3MOD，並能在摺疊時收納格洛克33發彈匣[13]。

## 採用
格洛克19目前被大量警察、特種警察部隊及特種部隊使用，是目前全球執法單位使用最多的手槍之一，而使用量最多的單位是伊拉克警察。格洛克19在民間市場頗為常見，成為了最常見的平民防身用槍械之一，銷售量名列全球首位。

### 使用者

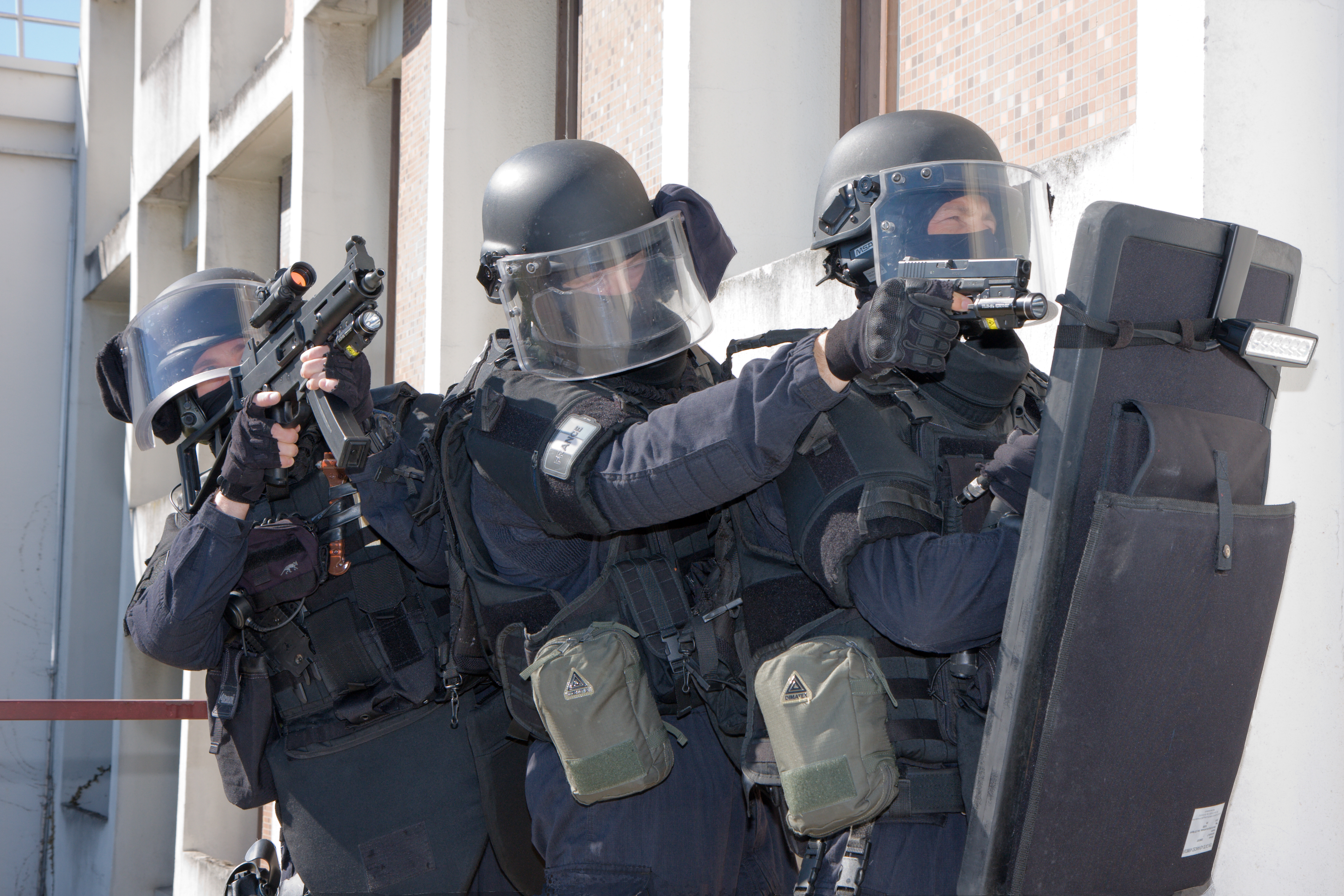
法國國家憲兵干預組區域部隊裝備的格洛克19

- 阿富汗
- - 澳洲聯邦警察
  - 皇家澳洲空軍
  - 澳洲陸軍特種作戰司令部
- 奥地利
  - 奧地利聯邦警察（英语：Austrian Federal Police）
  - 奧地利聯邦內務部眼鏡蛇作戰司令部
- - 特種部隊單位
- - 巴巴多斯皇家警察（英语：Royal Barbados Police Force）
- 比利时
  - 比利時國防軍地面部隊特種部隊群
  - 比利時聯邦警察（英语：Federal Police (Belgium)）
  - 地方警察單位
- - 警察單位
- - 國家調查及保護局（英语：State Investigation and Protection Agency）
- 巴西
  - 巴西聯邦警察
  - 巴西特種作戰旅（英语：Brazilian Special Operations Brigade）
- - 麻醉品管制局
- - 蒲隆地國家警察（英语：Law enforcement in Burundi）
- 保加利亚
  - 警察單位
- 加拿大
  - 地方警察單位
- 中华人民共和国
  - 公安特警單位
- 捷克
  - 憲兵單位
- 丹麦
  - 丹麥國防軍
- 东帝汶
  - 東帝汶國家警察（英语：National Police of East Timor）
- 埃及
  - 埃及國家警察（英语：Egyptian National Police）
- 斐济
- 芬兰
  - 芬蘭警察（英语：Police of Finland）
  - 監獄單位
- 法國
  - 法國武裝部隊特種部隊單位
  - 國家憲兵干預組
  - 國家警察干預組
  - 法國國家警察搜索，支援，干預，威懾部隊
- 德国
  - 德國聯邦警察GSG 9
  - 德國邦警察（英语：Landespolizei）特別行動突擊隊
- 希腊
  - 希臘警察
- - 執法機關
- 香港
  - 香港警務處多個部門（特別任務連、反恐特勤隊、跟蹤支援隊、保護證人組、要員保護組）
  - 香港海關保護證人組
  - 廉政公署
- 伊拉克
  - 伊拉克武裝部隊
  - 伊拉克警察局（英语：Law enforcement in Iraq）
- 印度
  - 米佐拉姆警察（英语：Mizoram Police）
  - 孟買警察第一部隊（英语：Force One (Mumbai Police)）
- 印度尼西亞
  - 印尼海軍青蛙司令部（英语：KOPASKA）
  - 印尼海軍死亡之海分隊（英语：Denjaka）
  - 印尼陸軍特種部隊司令部（英语：Kopassus）
- 伊朗
- 以色列
  - 以色列國防軍
  - 以色列警察
  - 以色列國境警察特勤隊
  - 以色列國家安全局
- 意大利
  - 意大利特種部隊（英语：Italian special forces）
  - 卡賓槍騎兵特別干預組
- 日本
  - 特殊急襲部隊
- 约旦
  - 約旦武裝部隊
- - 肯尼亞警察（英语：Kenya Police）
- 立陶宛
  - 立陶宛國家警察（英语：Law enforcement in Lithuania）
- 盧森堡
  - 大公國警察（英语：Grand Ducal Police）
- 澳門
  - 治安警察局特警隊
  - 司法警察局：另有採用訓練型的格洛克19T FX/FOF[14]
  - 懲教管理局
- 马来西亚
  - 馬來西亞武裝部隊
  - 馬來西亞皇家警察
  - 馬來西亞皇家海關局（英语：Royal Malaysian Customs Department）
  - 人民志願軍（英语：The People's Volunteer Corps）
  - 馬來西亞入境處（英语：Malaysian Immigration Department）特別戰術組（英语：Grup Taktikal Khas）
- 摩洛哥
  - 特種部隊單位
- 緬甸
  - 緬甸警察部隊特種作戰任務部隊
- 尼泊尔
- 新西兰
- 奈及利亞
  - 國家安全部
- 菲律賓
  - 菲律賓國家警察
- 波蘭
  - 波蘭警察（英语：Policja）
  - 波蘭邊防部隊（英语：Border Guard (Poland)）
- 葡萄牙
  - 葡萄牙治安警察局（英语：Polícia de Segurança Pública）
  - 共和國國民警衛隊（英语：National Republican Guard (Portugal)）
- 中華民國
  - 中華民國國軍特種部隊單位
  - 國家安全局特勤中心：由Gen 1升級為Gen 5，配發正、副總統候選人的第一線維安特勤人員使用[15]。
  - 海巡署偵防分署下轄各查緝隊
  - 內政部警政署刑事警察局
  - 地區刑事警察大隊
- 塞族共和國
  - 特別反恐單位
- 羅馬尼亞
  - 羅馬尼亞軍隊特種部隊單位
- 俄羅斯
  - 俄羅斯聯邦國家近衛軍
  - 俄羅斯聯邦安全局
  - 俄羅斯聯邦司法部（英语：Ministry of Justice (Russia)）
- 沙烏地阿拉伯
  - 公眾安全部（英语：General Security）
- 塞爾維亞
  - 塞爾維亞警察（英语：Law enforcement in Serbia）特別單位
- - 大韓民國國軍特種部隊單位
- 新加坡
  - 新加坡警察部隊
  - 新加坡監獄署
- 西班牙
  - 西班牙空軍傘降工兵中隊
- 瑞典
  - 瑞典國防軍
  - 瑞典海關局（英语：Swedish Customs Service）
- 瑞士
  - 日內瓦警察
  - 聯邦刑事警察底格里斯特遣部隊（英语：Einsatzgruppe TIGRIS）
- 泰國
  - 泰國皇家陸軍
  - 泰國皇家警察
- 土耳其
  - 憲兵特別公眾安全指揮部（英语：Gendarmerie Special Public Security Command）
  - 警察特種作戰部（英语：Police Special Operation Department）
- 突尼西亞
  - 海關單位
- 乌克兰
  - 烏克蘭武裝部隊
  - 烏克蘭安全局
- 英国
  - 英國陸軍
  - 英國特種部隊
  - 武裝警察單位
- 美国
  - 美國空軍
  - 美國海軍陸戰隊
  - 美國特種作戰司令部
  - 美國海軍
  - 美國海軍犯罪調查局
  - 聯邦調查局
  - 美國國土安全部
  - 美國緝毒局
  - 美國法警局
  - 印第安事務局
  - 美國國家環境保護局刑事調查部
  - 美國國家航空暨太空總署
  - 美國農業部
  - 中央情報局 （包括格洛克19 Gen5)
  - 美國海岸防衛隊（採用格洛克19 Gen5 MOS）[16]
  - 多個地方警察單位
- 联合国
  - 安全服務隊
  - 保安人員
- 梵蒂冈
  - 瑞士近衛隊
  - 梵蒂岡憲兵
- 委內瑞拉
  - 委內瑞拉國家警察（英语：Bolivarian National Police）
- 越南
  - 越南人民公安局（英语：Vietnam People's Public Security）
- 葉門
  - 也門武裝部隊
- 尚比亞
  - 警察單位

## 流行文化

### 電子遊戲
- 2021年—《蔚藍檔案》：音瀨小玉的固有武器「Echo Link」原型。

## 資料來源
1. ↑  .   [2009-11-05]. （原始内容存档于2007-03-10）.
2. ↑  .   [2007-07-25]. （原始内容存档于2020-06-25）.
3. ↑  . us.glock.com.   [2019-08-07]. （原始内容存档于2020-12-06）.
4. ↑  . eu.glock.com.   [2019-08-30]. （原始内容存档于2020-10-25）.
5. ↑  . eu.glock.com.   [2020-03-14]. （原始内容存档于2020-11-30）.
6. ↑  . us.glock.com.   [2019-07-04]. （原始内容存档于2020-11-27）.
7. ↑  . us.glock.com.   [2019-07-04]. （原始内容存档于2020-11-27）.
8. ↑  . us.glock.com.   [2019-07-04]. （原始内容存档于2021-01-18）.
9. ↑  .   [2018-02-09]. （原始内容存档于2019-06-09）.
10. ↑  .   [2020-01-22]. （原始内容存档于2021-01-15） （美国英语）.
11. ↑  . The Firearm Blog. 2020-01-26  [2020-02-22]. （原始内容存档于2020-09-28） （美国英语）.
12. ↑  .   [2020-02-23]. （原始内容存档于2020-09-22） （美国英语）.
13. ↑  .   [2020-02-23]. （原始内容存档于2020-10-20） （美国英语）.
14. ↑  澳門特別行政區政府司法警察局.  (pdf). 2021-03-25  [2021-03-26] （中文（澳門））.
15. ↑  . Apple Daily 蘋果日報.   [2019-12-03]. （原始内容存档于2020-06-25）.
16. ↑  . The Firearm Blog. 2020-09-30  [2020-10-02]. （原始内容存档于2021-01-23） （美国英语）.

- Hartnik, A.E. The Complete Encyclopedia of Pistols and Revolvers. Edison: Chartwell Books, 2002

## 外部連結
- （英文）—格洛克官方主頁（页面存档备份，存于）
- （英文）—glocktalk.com-格洛克討論區（页面存档备份，存于）
- （英文）—改為全自動的格洛克19發射短片（Quick Time格式）（页面存档备份，存于）
- （中文）—D Boy Gun World（GLOCK 19）（页面存档备份，存于）